# استقالة البابا بندكت السادس عشر
دخلت استقالة البابا بندكت السادس عشر حيز التنفيذ في 28 فبراير 2013 في الساعة 20:00 بتوقيت روما الفاتيكاني، بعد إعلان بندكت السادس عشر عن نفس الأمر في 11 فبراير.    لقد جعله هذا أول بابا يتخلى عن منصبه منذ أن أُجبر غريغوري الثاني عشر على الاستقالة في عام 1415  لإنهاء الانشقاق الغربي، وأول بابا يستقيل طواعية منذ سلستين الخامس في عام 1294. 
وقد احتفظ جميع الباباوات الآخرين في العصر الحديث بهذا المنصب منذ انتخابهم حتى وفاتهم.  استقال بندكت في سن 85 عامًا، مشيرًا إلى تدهور صحته بسبب الشيخوخة.  بدأ المجمع لاختيار خليفته في 12 مارس 2013  وانتخب الكاردينال خورخي ماريو بيرجوليو، رئيس أساقفة بوينس آيرس، الأرجنتين، الذي اتخذ اسم فرنسيس.
اختار بندكت أن يُعرف باسم "البابا الفخري" عند استقالته، واحتفظ بهذا اللقب حتى وفاته في ديسمبر 2022.  

## إعلان
في 11 فبراير 2013، اليوم العالمي للمريض، وهو يوم مقدس في الفاتيكان، أعلن البابا بندكت السادس عشر عن نيته الاستقالة في القصر الرسولي، في اجتماع صباحي مبكر عقد للإعلان عن تاريخ تقديس 800 شهيد كاثوليكي.    وتحدث باللغة اللاتينية، وأخبر الحاضرين أنه اتخذ "قرارًا ذا أهمية كبيرة لحياة الكنيسة".   وأشار إلى تدهور قوته بسبب تقدمه في السن والمتطلبات الجسدية والعقلية للبابوية.  وأعلن أيضًا أنه سيستمر في خدمة الكنيسة "من خلال حياة مخصصة للصلاة".  تم نشر الخبر بواسطة الصحفية جيوفانا تشيري، التي تفهم اللاتينية.  
بعد يومين، ترأس قداسه العام الأخير، خدمات أربعاء الرماد، والتي انتهت باندفاع المصلين في "تصفيق حار يصم الآذان استمر لعدة دقائق"  بينما غادر البابا كاتدرائية القديس بطرس.  في 17 فبراير 2013، تحدث بنديكت باللغة الإسبانية، وطلب الصلاة من أجله ومن أجل البابا الجديد من الحشد في ساحة القديس بطرس. 

## الاسبوع الأخير

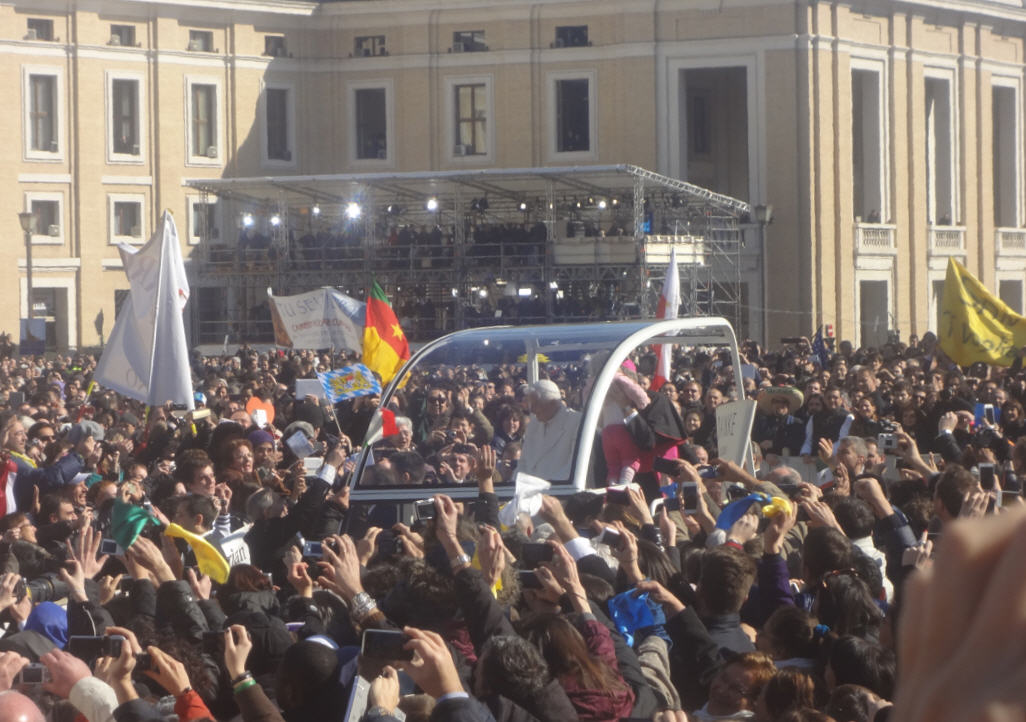
بندكت السادس عشر في سيارة البابا في المقابلة العامة الأخيرة يوم الأربعاء في ساحة القديس بطرس في 27 فبراير 2013.

ألقى البابا بندكت السادس عشر صلاة التبشير الملائكي الأخيرة يوم الأحد 24 فبراير. قال للحشد المتجمع، الذي حمل الأعلام وشكر البابا: "شكرًا لكم على عطفكم. [سأعيش حياة صلاة وتأمل] لأتمكن من مواصلة خدمة الكنيسة."  ظهر البابا لآخر مرة علنًا خلال مقابلته العامة المعتادة يوم الأربعاء في 27 فبراير 2013.   بحلول 16 فبراير، كان 35,000 شخصًا قد سجلوا بالفعل للحضور.  في مساء يوم 27 فبراير، أقيمت وقفة احتجاجية بالشموع لإظهار الدعم للبابا بندكت السادس عشر في ساحة القديس بطرس. 
في يومه الأخير كبابا، عقد بنديكت لقاءً مع مجمع الكرادلة، وفي الساعة 4:15 مساءً بالتوقيت المحلي، استقل طائرة هليكوبتر وتوجه إلى كاستل غاندولفو. وفي حوالي الساعة 5:30 مساءً، ألقى كلمةً أمام الجماهير من الشرفة للمرة الأخيرة بصفته بابا.  بعد هذا الخطاب، انتظر بندكت الساعات الأخيرة من بابويته، التي انتهت في الساعة 8:00 مساءً بتوقيت وسط أوروبا، وسرعان ما شغر كرسي روما.

## ردود الفعل

### دول
وقد أشادت رئيسة وزراء أستراليا جوليا جيلارد  ورئيسة البرازيل ديلما روسيف  ورئيس وزراء كندا ستيفن هاربر  والمستشارة الألمانية أنجيلا ميركل  ورئيس وزراء المملكة المتحدة ديفيد كاميرون  والرئيس الأمريكي باراك أوباما  بالبابا بندكت وبابويته؛ في حين أعرب رئيس وزراء إيطاليا ماريو مونتي  ورئيس الفلبين بينينو أكينو الثالث  عن صدمتهما وأسفهما على التوالي.

### طوائف

#### كاثوليك
كشف الكاردينال والتر براندمولر أنه اعتقد في البداية أن خبر التخلي عن الكنيسة كان "نكتة كرنفالية"، وذلك وفقًا لمقابلة أجراها مع صحيفة بيلد اليومية الألمانية. 
وقال المطران ألفريد أديوالي مارتينز، رئيس أساقفة لاغوس، عن الاستقالة: 
لا نشهد مثل هذه الأحداث يوميًا. ولكن في الوقت نفسه، نعلم أن قانون القانون الكنسي الصادر عام 1983 ينص على استقالة البابا إذا أصبح عاجزًا عن أداء مهامه، أو كما حدث مع بندكت السادس عشر، إذا اعتقد أنه لم يعد قادرًا على أداء مهامه الرسمية كرئيس للكنيسة الكاثوليكية الرومانية بفعالية بسبب ضعف في لياقته البدنية. هذه ليست المرة الأولى التي يستقيل فيها بابا. في الواقع، شهدنا ما لا يقل عن ثلاثة استقالات، منهم البابا سلستين الخامس عام 1294 والبابا غريغوريوس الثاني عشر عام 1415. لم يُجبر البابا بندكت السادس عشر على اتخاذ هذا القرار. وكما قال هو نفسه، فقد تصرف "بكل حرية"، مدركًا للدلالة الروحية العميقة لفعله. ... لقد تصرف الأب الأقدس بقراره بشجاعة، ولذلك يجب علينا أن نشيد بقراره ونحترمه.
قال الكاردينال تيموثي م. دولان، رئيس أساقفة نيويورك، إن بندكت "جلب قلبًا مستمعًا لضحايا الاعتداء الجنسي من قبل رجال الدين".  
قبل عام واحد من استقالة البابا، تحدث المؤرخ جون م. سويني عن علاقة بندكت بسيلستين الخامس في كتابه " البابا الذي استقال"، وكيف أن تعليق بندكت عندما أصبح بابا، "صلوا من أجلي حتى لا أهرب خوفًا من الذئاب"، يذكرنا بتعليق مماثل أدلى به سيلستين. كما قام سويني بمقارنة وتباين جوانب أخرى من شخصيات الباباوين وفترة توليهما قيادة الكنيسة. 

#### يهود
صرح متحدث باسم يونا ميتزجر، الحاخام الأكبر الأشكناز في إسرائيل: "شهدت فترة حكمه أفضل العلاقات على الإطلاق بين الكنيسة [الكاثوليكية] والحاخامية الكبرى، ونأمل أن يستمر هذا التوجه. أعتقد أن [بندكت] يستحق الكثير من الثناء على تعزيز الروابط بين الأديان في جميع أنحاء العالم بين اليهودية والمسيحية والإسلام". وأضاف أن ميتزجر تمنى لبنديكت السادس عشر "الصحة الجيدة والأيام الطويلة". 

#### بوذي
أعرب تينزين جياتسو، الدالاي لاما الرابع عشر والزعيم الروحي لطائفة جيلوج في البوذية التبتية، عن حزنه إزاء الاستقالة، مشيرا إلى أن "قراره يجب أن يكون واقعيا، من أجل تحقيق مصلحة أكبر للشعب". 

## ما بعد البابوية
وفقًا للمتحدث باسم الفاتيكان فيديريكو لومباردي، لن يحمل بنديكت لقب كاردينال عند تقاعده ولن يكون مؤهلاً لتولي أي منصب في الكوريا الرومانية.   في 26 فبراير 2013، صرح الأب لومباردي أن أسلوب البابا ولقبه بعد الاستقالة هما قداسة البابا بندكت السادس عشر، البابا الفخري.   في السنوات اللاحقة، أعرب بندكت عن رغبته في أن يُعرف ببساطة باسم "الأب بنديكت" في المحادثة.
استمر في ارتداء ردائه الأبيض المميز بدون البليجرينا. وبدلاً من الأحذية البابوية الحمراء، ارتدى زوجًا من الأحذية البنية التي تلقاها خلال زيارة رسمية إلى المكسيك. قام الكاردينال كاميرلينجو تارسيسيو بيرتوني بتشويه خاتم الصياد من خلال حفر قطعتين عميقتين على شكل صليب، مما جعله غير صالح للاستخدام كختم.   كان بنديكت يرتدي خاتمًا كنسيًا عاديًا. 
بعد استقالته، انتقل بنديكت للإقامة في القصر البابوي في كاستل جاندولفو. وبما أن الحرس السويسري كان بمثابة الحارس الشخصي للبابا، فقد انتهت خدمتهم في قلعة جاندولفو باستقالة بندكت.  عادةً ما توفر قوات الدرك في الفاتيكان الأمن في مقر إقامة البابا الصيفي؛ وقد أصبحت مسؤولة وحدها عن الأمن الشخصي للبابا السابق.  انتقل بنديكت بشكل دائم إلى دير الكنيسة الأم في مدينة الفاتيكان في 2 مايو 2013، وهو دير كان يستخدمه الراهبات في السابق لإقامات تصل إلى عدة سنوات. 
عاش بندكت السادس عشر في الدير حتى وفاته في 31 ديسمبر 2022. توفي هناك بعد أن كان مريضًا لعدة أيام. بعد جنازته في 5 يناير 2023 في ساحة القديس بطرس، دفن في قبر بجوار أسلافه تحت كنيسة القديس بطرس.

## بينيفاكسي
يعتقد عدد غير محدد من الناس أن استقالة بنديكت السادس عشر لم تكن صالحة، وبالتالي لم يستقيل أبدًا، وأن البابا فرانسيس كان بابا مضادًا وأن بندكت السادس عشر ظل بابا. يُطلق على هذا الموقف اسم "البينيفاكسي" (وهي مزيج من "بندكت" و"الفراغية")، أو "الاستقالية"، أو "الفراغية".  يزعم أنصار هذا الموقف أن صياغة أو قواعد بيان استقالة بندكت السادس عشر، المقدمة باللغة اللاتينية، لم تعيقه فعليًا عن مغادرة منصبه البابوي.  وقد رفض بندكت نفسه هذه النظرية علنًا. 
بعد وفاة بندكت، اعتنق بعض أتباع المذهب الإحساني المذهب السيديفاكسي، بينما اعتبر آخرون أن فرانسيس هو البابا. 

## قراءة إضافية
- Caldwell, Zelda (2 Jan 2023). "In stepping down, Benedict XVI carved out new role as 'contemplative' pope". Catholic News Agency (بالإنجليزية). Archived from the original on 2025-05-03. Retrieved 2023-01-03.
- Condon, Ed. (2 Jan 2023). "Pope Benedict's most important legacy is Francis". The Pillar (بالإنجليزية). Archived from the original on 2023-02-09. Retrieved 2023-01-05.

## روابط خارجية
- " إعلان، 11 فبراير 2013 – بندكتس السادس عشر " (الترجمة الإنجليزية). دولة الفاتيكان: الكرسي الرسولي. 11 فبراير 2013.

1. ↑  Formally "renounce", from the Latin renuntiet (cf. canon 332 §2, 1983 Code of Canon Law)